# 8144 Хірагагеннаї
8144 Хірагагеннаї (8144 Hiragagennai) — астероїд головного поясу, відкритий 14 листопада 1982 року.
Тіссеранів параметр щодо Юпітера — 3,273.